# Pedro Nunes (Rennfahrer)
Pedro Enrique Nunes (* 22. August 1988 in São Paulo) ist ein ehemaliger brasilianischer Rennfahrer. Er startete bis 2009 unter dem Namen Pedro Enrique. Seit 2010 tritt er als Pedro Nunes an. Er fuhr 2010 und 2011 in der GP3-Serie.

## Karriere
Nachdem Enrique seine Motorsportkarriere im Kartsport begonnen hatte, wechselte er 2006 in den Formelsport und trat in der südamerikanischen Formel 3 an. Seine Debütsaison beendete er auf dem zehnten Gesamtrang. Darüber hinaus trat er bei einem Rennen der brasilianischen Formel Renault an. 2007 startete er bei jeweils zehn Rennen der nordeuropäischen Formel Renault, die er auf Platz 30 beendete, und im Formel Renault 2.0 Eurocup, in dem er punktelos blieb. Außerdem trat er in seiner Heimat bei vier Rennen der südamerikanischen Formel 3 an. 2008 konzentrierte sich Enrique auf sein Engagement in der südamerikanischen Formel 3 und wurde für Cesário Fórmula startend mit fünf Siegen Vizemeister.
2009 kehrte Enrique nach Europa zurück und startete für Manor Motorsport in der Formel-3-Euroserie. Es gelang ihm nicht Punkte einzufahren und er belegte am Saisonende den 27. Gesamtrang. Außerdem trat er als Gastfahrer in der britischen Formel-3-Meisterschaft an. 2010 wechselte der Rennfahrer, der ab dieser Saison unter dem Namen Pedro Nunes antrat, in die neugegründete GP3-Serie zum französischen Rennstall ART Grand Prix. Am Saisonende belegte er den 24. Gesamtrang. 2011 blieb Nunes bei seinem Team, das ab dieser Saison als Lotus ART antrat, und bestritt seine zweite Saison in der GP3-Serie. Zwei Veranstaltungen vor Saisonende wurde er durch Richie Stanaway ersetzt. Während seine Teamkollegen und sein Nachfolger Siege verbuchten, blieb Nunes ohne Punkte. Die Saison beendete er auf dem 32. Gesamtrang. Außerdem nahm er an einem Rennwochenende der britischen Formel-3-Meisterschaft teil und erzielte dabei einen dritten Platz.

## Statistik

### Karrierestationen
| - 2006: Südamerikanische Formel 3 (Platz 10) - 2007: Nordeuropäische Formel Renault (Platz 30) - 2007: Formel Renault 2.0 Eurocup | - 2008: Südamerikanische Formel 3 (Platz 2) - 2009: Formel-3-Euroserie (Platz 27) - 2010: GP3-Serie (Platz 24) | - 2011: GP3-Serie (Platz 32) - 2011: Britische Formel 3 (Platz 19) |

### Einzelergebnisse in der GP3-Serie
| Jahr | Team           | 1   | 2   | 3   | 4   | 5   | 6   | 7   | 8   | 9   | 10  | 11  | 12  | 13  | 14  | 15  | 16  | Punkte | Rang |
| ---- | -------------- | --- | --- | --- | --- | --- | --- | --- | --- | --- | --- | --- | --- | --- | --- | --- | --- | ------ | ---- |
| 2010 | ART Grand Prix | ESP | ESP | TUR | TUR | ESP | ESP | GBR | GBR | GER | GER | HUN | HUN | BEL | BEL | ITA | ITA | 4      | 24.  |
| 2010 | ART Grand Prix | 12  | 6   | DNF | 19  | 15  | 11  | DNF | 20  | 14  | 6   | 19  | DNF | 7   | 19  | 24  | DNF | 4      | 24.  |
| 2011 | Lotus ART      | TUR | TUR | ESP | ESP | ESP | ESP | GBR | GBR | GER | GER | HUN | HUN | BEL | BEL | ITA | ITA | 0      | 32.  |
| 2011 | Lotus ART      | 22  | 26  | 15  | 26* | DNF | 15  | DNF | 17  | 23  | DNF | 18  | 14  |     |     |     |     | 0      | 32.  |